# Бушон
Бушон (фр. Bouchon) насеље је и општина у североисточној Француској у региону Пикардија, у департману Сома која припада префектури Амјен.
По подацима из 2011. године у општини је живело 151 становника, а густина насељености је износила 32,83 становника/km². Општина се простире на површини од 4,6 km². Налази се на средњој надморској висини од 23 метара (максималној 105 m, а минималној 15 m).

## Демографија
| 1962. | 1968. | 1975. | 1982. | 1990. | 1999. | 2011. |
| ----- | ----- | ----- | ----- | ----- | ----- | ----- |
| 92    | 129   | 145   | 163   | 135   | 140   | 151   |

График промене броја становника у току последњих година